# Rainie Yang
Rainie Yang (chinês simplificado: 杨丞琳; chinês tradicional: 楊丞琳, nascida em 4 de junho de 1984) é uma cantora, atriz e apresentadora de televisão taiwanesa.

## Vida
Yang nasceu e cresceu em Taipei, Taiwan, mas seu pai era do distrito de Shunde em Foshan, na China, então falou cantonês em casa. No momento em que tinha 13 anos, ela teve que começar a trabalhar porque o negócio de seu pai faliu, o que mais tarde levou os pais a serem divorciados. Ela era uma aluna da Hwa Kang Arts School em Performance Arts.

## Carreira
Yang começou sua carreira em 2000, como membro do grupo de garotas taiwanesa 4 in Love, onde recebeu o nome artístico de Rainie. A popularidade do grupo na indústria da música foi medíocre e eles alcançaram um sucesso limitado. Depois que o grupo se dissolveu em 2002, Yang continuou a prosseguir uma carreira na indústria do entretenimento como um apresentador de TV, hospedando shows como o show de variedades como "Guess Guess Guess". Depois de desempenhar papéis de apoio em vários dramas taiwaneses, incluindo a série de drama de ídolos taiwaneses muito popular, "Pan-Asia", "Meteor Garden", ela colocou o papel principal como Qi Yue, no drama da CTV, "Devil Beside You", em frente de Mike He em 2005. Devil Beside You foi bem recebido, permitindo que a carreira de Yang decolasse. No mesmo ano, ela lançou seu álbum de estreia, "My Intuition", com sua música de sucesso "曖昧 (Intuition)" como a música-tema de Devil Beside You e "理想 情人 (Ideal Lover)".
Em 2006, ela lançou seu álbum de acompanhamento, 'Meeting Love", que também vendeu muito bem em cerca de 1,4 milhão. Em 8 de janeiro de 2007, Yang gravou seu último show no "Guess Guess Guess" devido à sua agitada agenda e se concentrou em sua carreira de cantora e atriz. Com a esperança de retratar-se como uma atriz "séria", Yang co-estrelou o filme de lésbicas "Spider Lilies" ao lado de Isabella Leong. No entanto, depois de co-estrelar em "Spider Lilies", Yang voltou à sua imagem original anterior, tornando-se a principal atriz no drama "Why Why Love", co-estrelado por Mike He e Kingone Wang, que foi exibido durante o verão de 2007. Ela divulgou posteriormente seu terceiro álbum, "My Other Self", em 7 de setembro de 2007. Ele apresenta a música tema de Why Why Love, "缺氧" (Lacking Oxygen) e a música "完美 比例" da inserção "(Perfect Example)".
Em 23 de abril de 2008, ao filmar o drama taiwanês "Miss No Good" em San Chih, Taiwan; Yang caiu pesadamente das escadas e foi enviado para o Mackay Memorial Hospital em Taipei. As escadas estavam localizadas entre o terceiro andar, onde o vestiário estava localizado, e o primeiro andar, onde o conjunto de filmes estava localizado. A tripulação originalmente pensou que o objeto caindo era um quadro leve, mas ao ouvir um gemido, eles perceberam que era ela. Após um exame de raios-X, os médicos diagnosticaram a lesão de Yang como uma contusão espinhal. Depois de sair do hospital, a produtora Angie Chai levou Yang a uma massoteraquista chinesa. "Miss No Good", estrelado por Yang e Wilber Pan, foi exibido durante o outono / inverno de 2008 e teve muito sucesso. Durante esse período de tempo, ela também lançou seu 4º álbum, "Not Yet a Woman", que apresenta a música "太 煩惱" (Too Much Trouble)" e a música-tema "帶 我 走 (Take Me Away)" que foram apresentadas Miss Nada de bom.
Em 2009, Yang estrelou o "ToGetHer" com Jiro Wang de Fahrenheit e George Hu. Em seguida, ela filmou "The Child's Eye" na Tailândia, um filme de terror dirigido pelos irmãos Pang com Elanne Kong e também o drama tailandês "Hi My Sweetheart" com Show Luo, que foi exibido pela primeira vez em CTS e GTV em 1 de novembro de 2009. Depois de promover o "Hi My Sweetheart", Yang lançou seu quinto álbum, "Rainie & Love ...?", "No New Years Day" EM 2010. Devido ao sucesso de "Devil Beside You" e "Miss No Good" no exterior, Yang entrou no J-pop em 2010 ao lançar uma versão japonesa de seu hit "曖昧" (Intuition) como seu primeiro single japonês.
Yang lançou seu primeiro álbum de coleção, Whimsical World Collection em 23 de abril de 2010. É composto por 3 CDs e um DVD com 3 novas faixas, 35 faixas lançadas anteriormente e 15 músicas de seus cinco álbuns de estúdio. Seguido pelo seu primeiro concerto, realizado em 24 de abril de 2010 na Taipei Arena, com Jerry Yan como seu convidado especial.
Em 22 de outubro de 2010, foi premiada com a Melhor Atriz no 45º Golden Bell Awards, por seu papel como "Chen Bao Zhu (陳寶 茱)" em "Hi My Sweetheart".
Em 2011, Yang lançou seu 6º álbum, Longing For, que apresenta "我們 都 傻" (We are all silly)" que foi uma música inserida de "Love You".
Em 2012, Yang estrelou o curto filme romântico, "HeartBeat Love", ao lado de Show Luo. No dia 17 de agosto, ela lançou seu 7º álbum de estúdio "Wishing For Happiness". Sua segunda turnê de concertos, intitulada "Love Voyage", começou em 14 de dezembro.
Em 23 de agosto de 2013, Yang lançou seu 8º álbum de estúdio, "Angel Wings".
Em 2014, Yang se separou da Sony Music Taiwan e assinou com a EMI Music Taiwan, um rótulo revivido que agora é uma subsidiária da Universal Music Taiwan. Seu nono álbum de estúdio "A Tale of Two Rainies" foi lançado em 12 de dezembro de 2014. No mesmo ano, estrelou o Drama chinês "Love at Second Sight", que foi exibido em 10 de agosto de 2014.
Em 30 de setembro de 2016, seu décimo álbum de estúdio "Traces of Time In Love" foi lançado. Foi nomeado para três prêmios no 28º Golden Melody Awards, incluindo Song of the Year, Melhor letrista e Melhor produtor único, para a faixa-título "Traces of Time in Love", fazendo-a juntar-se à prestigiada lista de ter sido nomeada para a Golden Bell Awards (Programas de TV Drama e Variedade), Golden Horse Awards (filme e trilha sonora original) e Golden Melody Awards (Pop Music). No mesmo ano, Yang atuou no Life Plan A e B como Zheng Ruwei. A série foi exibida em 7 de outubro de 2016 na TTV.

## Filmografia

### Cinema
| Ano  | Título                             | Papel                  | Notas            |
| ---- | ---------------------------------- | ---------------------- | ---------------- |
| 2021 | Kidnapped Soul                     | Chen Huei Lan          | Papel Principal  |
| 2019 | Three Makes a Whole                | Liu Li Li              | Papel Principal  |
| 2018 | The Tag-Along: The Devil Fish      | Li Shu Fen             | Papel Secundário |
| 2017 | The Tag-Along 2                    | Li Shu Fen             | Papel Principal  |
| 2014 | Endless Nights in Aurora           | Wang Ya Qi "Ai Li Sha" | Papel Principal  |
| 2010 | The Child's Eye (Olhos de Criança) | Rainie                 | Papel Principal  |
| 2007 | Spider Lillies                     | Jade                   | Papel Principal  |
| 2001 | Merry Go Round                     | Carlily Pang           | Papel Principal  |

### Televisão
| Ano  | Título                            | Papel                         | Notas            |
| ---- | --------------------------------- | ----------------------------- | ---------------- |
| 2018 | The Ex-Man                        | Li Qin Ai                     | Papel Principal  |
| 2016 | Q Series: Life Plan A and B       | Zheng Ru Wei                  | Papel Principal  |
| 2016 | Rock Records In Love              | Chen Li XIn                   | Papel Principal  |
| 2014 | Love at Second Sight              | Fei Luo Luo                   | Papel Principal  |
| 2012 | Heartbeat Love                    | Yang Xiao Yu                  | Papel Principal  |
| 2011 | Sunshine Angel                    | Yang Guang                    | Papel Principal  |
| 2011 | Drunken to Love You               | Lin Xiao Ru                   | Papel Principal  |
| 2009 | Hi My Sweetheart                  | Chen Bao Zhu                  | Papel Principal  |
| 2009 | ToGetHer                          | Chen Mo Mo                    | Papel Principal  |
| 2008 | Miss No Good                      | Jiang Xiao Hua                | Papel Principal  |
| 2007 | Why Why Love                      | Tong Jia Di                   | Papel Principal  |
| 2005 | Devil Beside You                  | Qi Yue                        | Papel Principal  |
| 2005 | New Strange Stores from Liao Zhai | Zhao A Bao                    | Papel Principal  |
| 2004 | The Legend of Speed               | Gao Yun / Juliet              | Papel Principal  |
| 2004 | Love Bird                         | Ding Ding / Jiang Ding Han    | Papel Secundário |
| 2004 | City of Sky                       | Lu Bin Yan                    | Papel Secundário |
| 2003 | Scent of Summer                   | Yang Pan Pan                  | Papel Principal  |
| 2003 | Godfather in Pink                 | Bao Xiao Ting / Chen Tian Shi | Papel Principal  |
| 2002 | Tomorrow                          | Yuan Cheng Mei                | Papel Principal  |
| 2002 | Lavender 2                        | Xiao Xiao                     | Papel Principal  |
| 2001 | Meteor Garden                     | Xiao You                      | Papel Secundário |